# Juliet Bashore

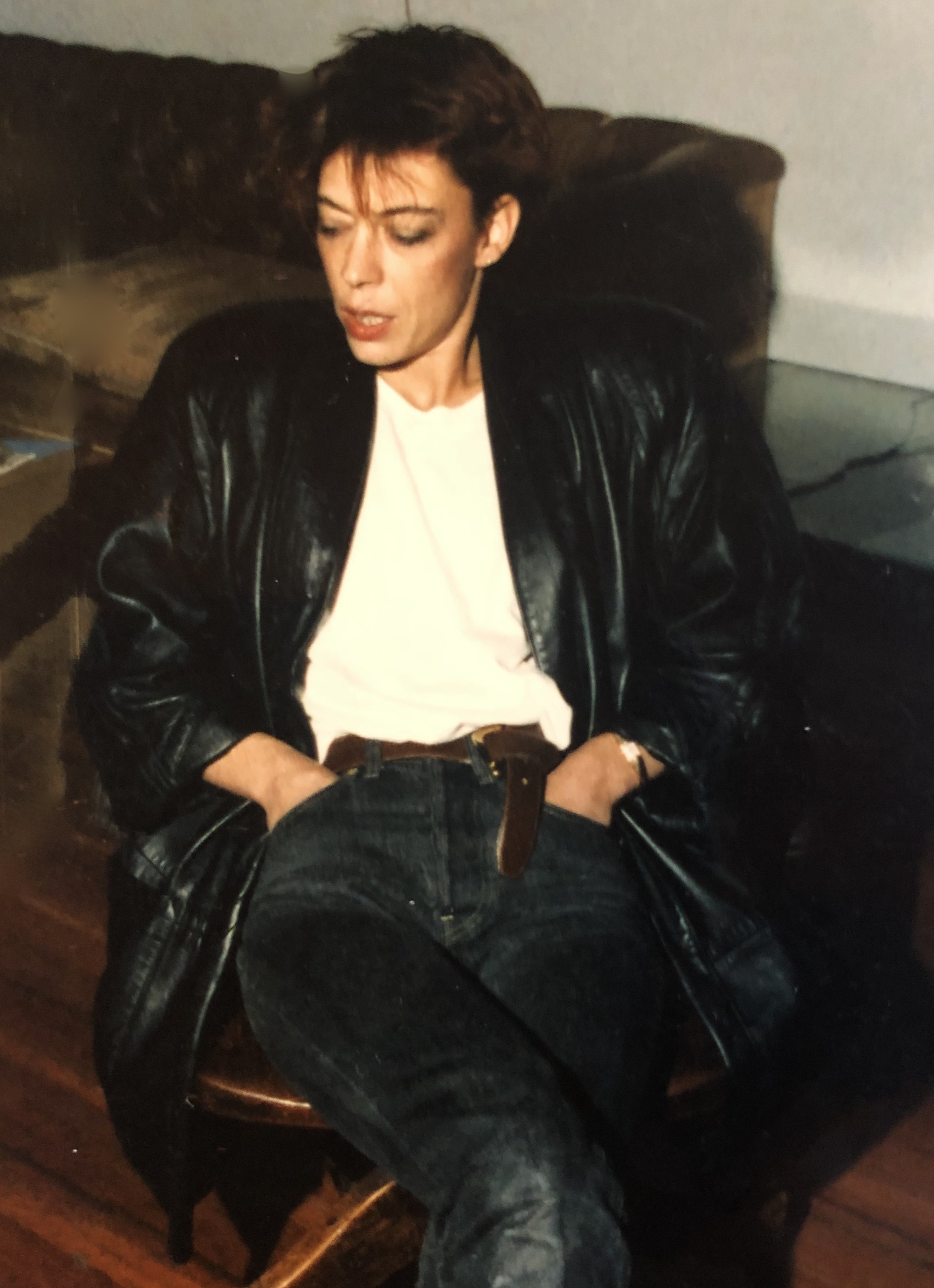
Juliet Bashore im Jahr 1986

Juliet Bashore (geb. 31. Dezember 1956) ist eine US-amerikanische Filmregisseurin. Sie ist vor allem bekannt für den Film Kamikaze Hearts (1986), einer Pseudodokumentation über das Golden Age of Porn in San Francisco.

## Leben
Bashore studierte Literatur und Filmproduktion an der University of California, Santa Cruz und absolvierte anschließend einen Masterstudiengang am Center for Advanced Film and Television Studies des American Film Institute. Sie wurde für ein Guggenheim-Stipendium nominiert.
Nach ihrem Studium arbeitete Bashore als Assistentin für George Csicsery an dessen Film Television, The Enchanted Mirror (1981). Sie arbeitete auch als Produktionsassistentin in San Francisco bei Target Video, Video West und Optic Nerve.
Ihr erster Spielfilm Kamikaze Hearts wurde 1986 veröffentlicht. Er basierte auf dem Leben zweier Frauen in einer Liebesbeziehung, Sharon Mitchell und Tigr Mennett, die auch in San Franciscos Pornoindustrie arbeiteten. Bashore und Mitchell lernten sich kennen, während Bashore am Set eines Pornofilms arbeite. Jonathan Rosenbaum beschrieb den Film als "abwechselnd beunruhigend, aufschlussreich, kontrovers und faszinierend".
1990 veröffentlichte sie einen Dokumentarfilm über das schwule besetzte Haus Tuntenhaus in Berlin. 1992 drehte sie einen Folgefilm, der die Ereignisse im Tuntenhaus und rund um die Räumung der Mainzer Straße zeigte. Beide Filme werden als wichtiges Zeitdokument über die autonome Bewegung Berlins zu der Zeit angesehen.
Ihre Produktionsfirma Modern Cartoons in Venice, Los Angeles konzentrierte sich auf die Entwicklung von Virtual-Reality-Hardware und -Software. Sie produzierte Werke mit dem Einsatz von Bewegungsmelder-Technologien, darunter eine Serie für PBS Television sowie einen Spielfilm für Miramax Films.

## Filmografie (Auswahl)
- 1986: Kamikaze Hearts
- 1990: The Battle of Tuntenhaus, Part 1
- 1992: The Battle of Tuntenhaus, Part 2
- 1996: The Nervous Breakdown of Philip K. Dick (als “Judy Bee”)